# Dear Evan Hansen Original Motion Picture Soundtrack
Das Soundtrack-Album für den Film Dear Evan Hansen wurde am 24. September 2021 veröffentlicht.

## Entstehung

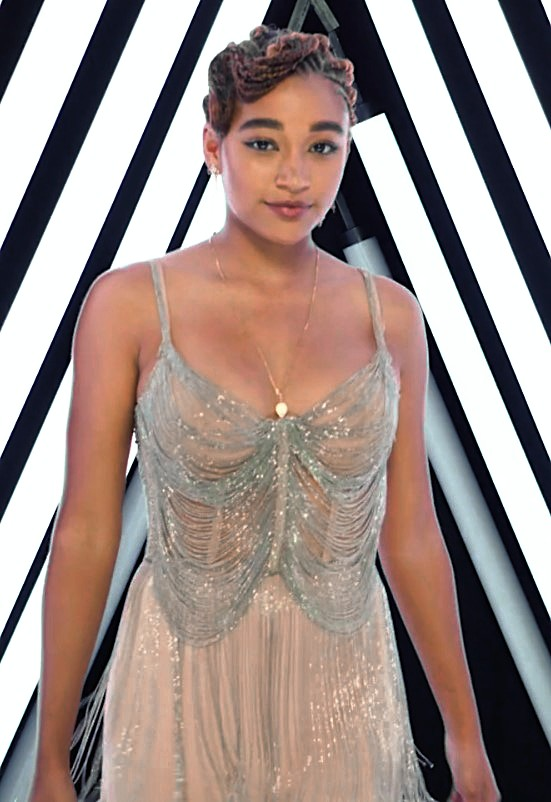
Amandla Stenberg

Der Film Dear Evan Hansen von Stephen Chbosky basiert auf dem gleichnamigen Musical von Steven Levenson, Benj Pasek und Justin Paul.
Einige der Songs aus dem Musical hat Chbosky für seinen Film herausgenommen, so den Opener Anybody Have a Map. An ihre Stelle treten zwei neue Nummern von Pasek und Paul, zum einen A Little Closer, zum anderen The Anonymous Ones, das im Film von Stenberg gesungen wird, die das Lied auch mitgeschrieben hat. Bei sechs der auf dem Album enthaltenen Songs ist Ben Platt einer der Hauptsänger, der im Film in der Titelrolle zu sehen ist.

## Veröffentlichung
Das Soundtrack-Album mit 16 Musikstücken wurde am 24. September 2021 von Universal Studios und Interscope Records als Download veröffentlicht. The Anonymous Ones wurde bereits am 10. September 2021 von Interscope Records & Universal Studios veröffentlicht. Wenige Tage später veröffentlichten Sam Smith & Summer Walker You Will Be Found.

## Titelliste

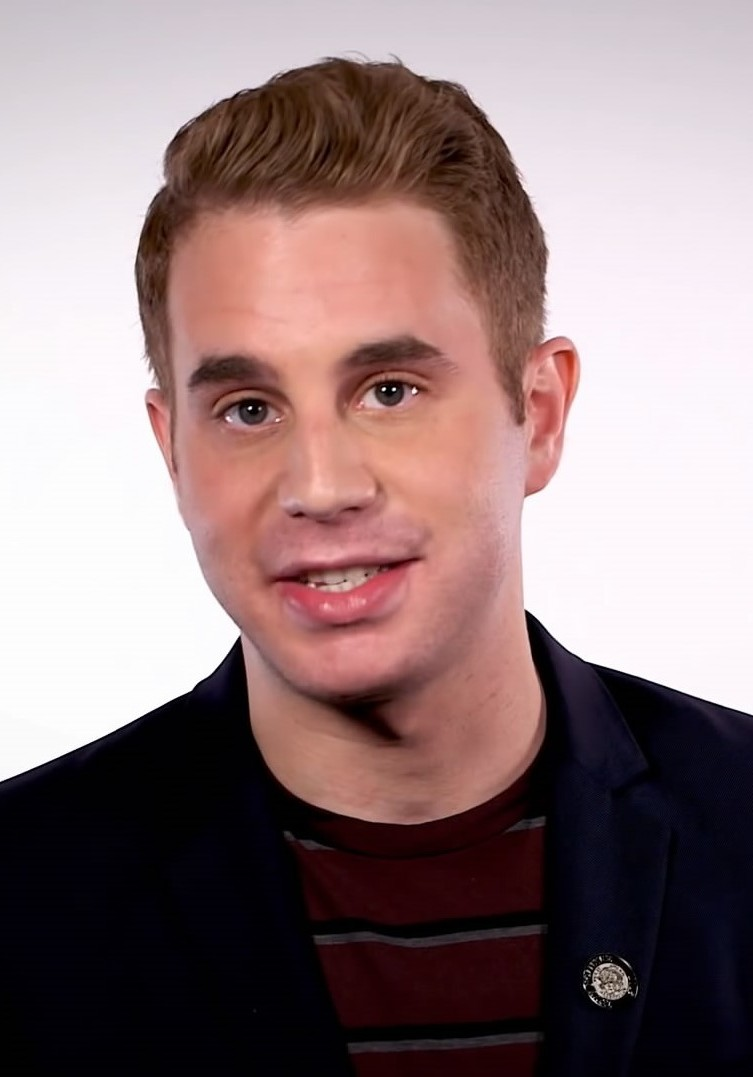
Ben Platt

1. Waving Through A Window – Ben Platt & Dear Evan Hansen Choir (3:56)
2. For Forever – Ben Platt (5:10)
3. Sincerely Me – Colton Ryan, Ben Platt & Nik Dodani (3:37)
4. Requiem – Kaitlyn Dever & Danny Pino & Amy Adams (4:24)
5. If I Could Tell Her – Ben Platt & Kaitlyn Dever (4:03)
6. The Anonymous Ones – Amandla Stenberg (4:43)
7. You Will Be Found – Ben Platt, Amandla Stenberg, Liz Kate, DeMarius Copes, Isaac Powell, Hadiya Eshe, Kaitlyn Dever & Dear Evan Hansen Choir (5:58)
8. Only Us – Kaitlyn Dever & Ben Platt (3:59)
9. Words Fail – Ben Platt (5:47)
10. So Big / So Small – Julianne Moore (4:25)
11. A Little Closer – Colton Ryan (4:09)
12. You Will Be Found – Sam Smith & Summer Walker (3:57)
13. The Anonymous Ones – SZA (4:09)
14. Only Us – Carrie Underwood & Dan + Shay (3:45)
15. A Little Closer – Finneas (4:02)
16. Waving Through A Window – Tori Kelly (4:26)

## Rezeption
Das Album landete nach seiner Veröffentlichung in den Billboard 200.

## Auszeichnungen
Grammy Awards 2022
- Nominierung als Best Compilation Soundtrack for Visual Media[10]

Hollywood Music in Media Awards 2021
- Nominierung als Bester Song – Onscreen Performance („The Anonymous Ones“ von Benj Pasek, Justin Paul & Amandla Stenberg, gesungen von Amandla Stenberg)[11]